# 长梗冬青
长梗冬青（学名：Ilex macrocarpa var. longipedunculata）为冬青科冬青属下的一个变种。

## 扩展阅读
- 維基物種上的相關：长梗冬青